# Suillus bellinii
Suillus bellinii är en svampart som först beskrevs av Inzenga, och fick sitt nu gällande namn av Roy Watling 1967. Suillus bellinii ingår i släktet Suillus och familjen Suillaceae.   Inga underarter finns listade i Catalogue of Life.

## Källor

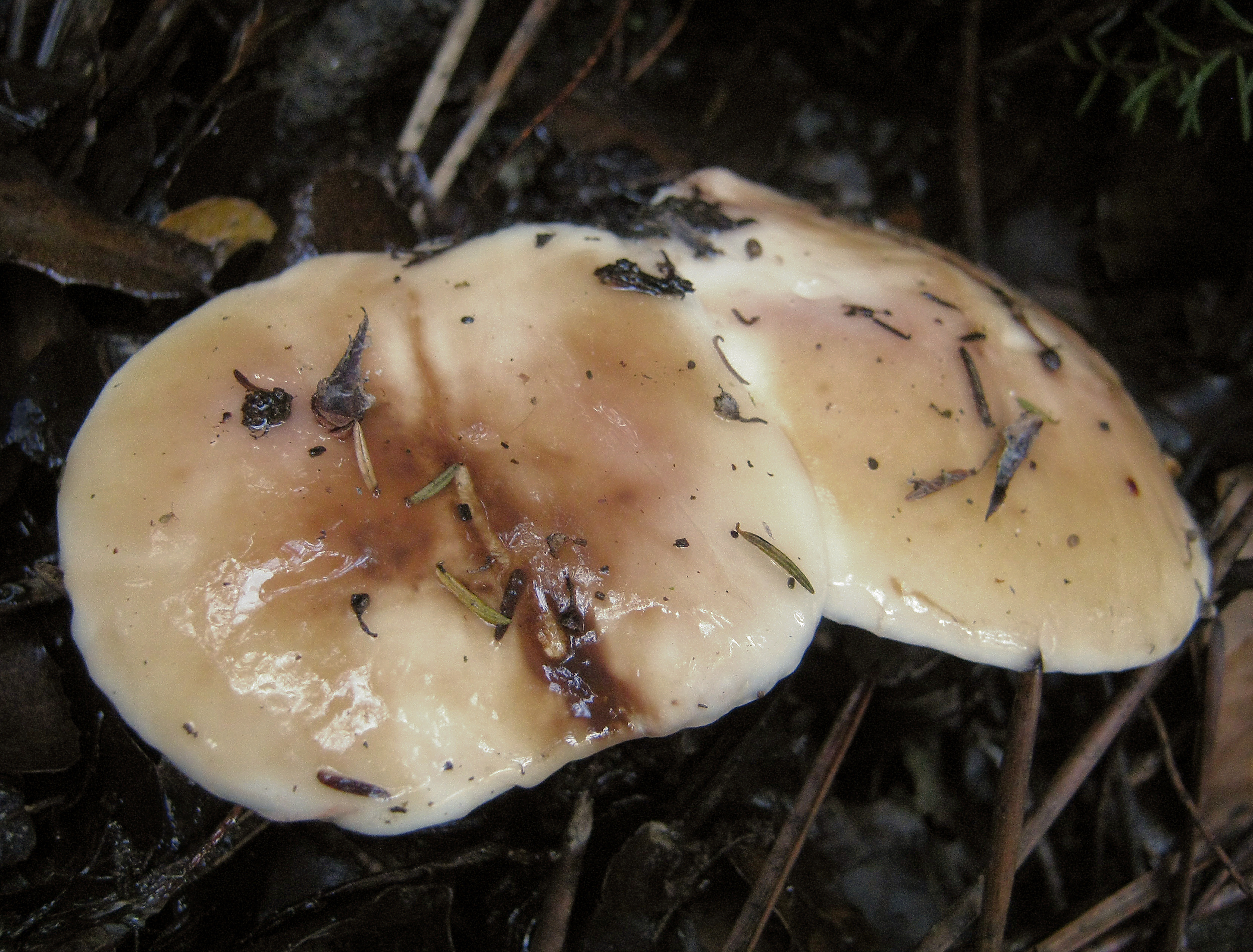